# ایزاک اوشیا
ایزاک اوشیا (انگلیسی: Isaac Oceja; ۲۹ مهٔ ۱۹۱۵ – ۲۷ سپتامبر ۲۰۰۰) بازیکن فوتبال اهل اسپانیا بود.
از باشگاه‌هایی که در آن بازی کرده‌است می‌توان به باشگاه فوتبال اتلتیک بیلبائو و باشگاه فوتبال رئال ساراگوسا اشاره کرد.
وی همچنین در تیم ملی فوتبال اسپانیا بازی کرده‌است.